# Aciklovir
Az aciklovir  farmakológiailag inaktív anyag, mely csak a Herpes simplex vírussal (HSV) vagy a Varicella zoster vírussal fertőzött (VZV) sejtekbe történő behatolás után válik virosztatikummá. Az aciklovir aktiválódását szisztémás alkalmazás után a HSV-timidinkináz vagy VZV-timidinkináz katalizálja, ami egy, a vírusreplikációhoz nélkülözhetetlen enzim. Vagyis a vírus a saját virosztatikumát szintetizálja. Ennek során a következő lépések játszódnak le:
Az aciklovir szisztémás alkalmazás után feldúsulva jut be a herpesszel fertőzött sejtekbe.
Az ezekben a sejtekben jelenlévő vírus-timidinkinázok az aciklovirt aciclovir-monofoszfáttá foszforilálják.
Celluláris enzimek átalakítják az aciklovir-monofoszfátot a tulajdonképpeni virosztatikummá, az aciklovir-trifoszfáttá.
Az aciklovir-trifoszfátnak 10-30-szor erősebb az affinitása a vírus-polimerázhoz mint a celluláris DNS-polimerázhoz, s ezzel szelektíven gátolja a virális enzimek aktivitását.
A vírus DNS-polimeráza így beépíti az aciklovirt a vírus DNS-be, melynek következménye láncszakadás a DNS szintézisében.
Ezek a lépések összességében a vírusprodukció erőteljes redukciójához vezetnek.